# Marios Peukos
Marios Peukos (in greco: Μάριος Πεύκος; 19 agosto 1971) è un ex calciatore cipriota, di ruolo difensore.

## Carriera
Ha giocato le sue uniche due partite per la Nazionale cipriota nel 1995 e nel 1996.